# Juglans boliviana
El nogal boliviano o criollo (Juglans boliviana) es un árbol de la familia de las Juglandáceas. 

## Distribución y hábitat
También es llamado "nogal negro boliviano", especie endémica de los bosques del área noroccidental y húmeda del sur de Bolivia. De rápido crecimiento, rústico, se cultiva además en Argentina y en el Perú, integrando cortinas y en bosquecillos. Es árbol maderero.

## Descripción
Es un árbol caducifolio que llega hasta 25 m de altura formando una copa ancha y abierta. El tronco es recto y con corteza marrón surcada. Las hojas verde amarillentas se disponen de forma alterna (pueden llegar a medir 3 dm de longitud) y están formadas hasta por 15 foliolos, cada uno de ellos de forma oval-lanceolada con bordes finamente aserrados.

## Usos y cultivo
El nogal boliviano se cultiva como ornamental e industrialmente por la calidad de su madera: densa, dura y fuerte, empleándose en ebanistería. Es más resistente a las heladas que su pariente el nogal común Juglans regia, donde prolifera es en las regiones templadas y de suelos fértiles con altos niveles de pluviosidad.
Aunque las nueces son también comestibles, son algo pequeñas: drupa madura para consumo fresco, inmadura para picle.
En todo el noroeste argentino hay perspectivas de forestaciones de madera preciosa, nativas (cedro de Orán, nogal criollo y roble del país) y exóticas (cedro australiano y teca).
Este nogal produce una sustancia tóxica o alelopática para otras plantas, llamada juglona que interfiere su desarrollo normal, causando el amarilleamiento y marchitamiento del follaje (como el tomate). Esto ha creado la creencia de que nada puede crecer bajo él. Sin embargo, hay muchas variedades de plantas que sí prosperan.
El extracto concentrado de su cáscara se usa como desparasitante en medicina biológica.

## Amenaza
Esta especie se encuentra amenazada por pérdida de hábitat

## Taxonomía
Juglans boliviana fue descrita por (C.DC.) Dode y publicado en Bulletin de la Societe Dendrologique de France 13: 211. 1909.
Etimología
Juglans; nombre genérico que procede del término latíno Juglans que deriva de Jovis glans, "bellotas de Júpiter": figuradamente, una nuez apropiada para un dios.
boliviana: epíteto geográfico que alude a su localización en Bolivia.
Sinonimia
- Juglans nigra var. boliviana C.DC. 1862 basónimo
- Juglans peruviana Dode 1909[4]